# Paul Bender (Politiker)
Paul Bender (* 19. März 1893 in Barmen; † 18. Januar 1975 in Wuppertal) war ein Gewerkschafter und Politiker der Kommunistischen Partei Deutschlands (KPD). In der NS-Zeit wurde er verfolgt, vor der Machtergreifung und nach dem Krieg war er Landtagsabgeordneter.

## Leben und Beruf
Bender wuchs im Arbeitermilieu auf und wurde mit 14 Jahren Bandwirker. Aus dem Ersten Weltkrieg kehrte er kriegsversehrt zurück. 1917 wurde er  Mitglied der Unabhängigen Sozialdemokratischen Partei Deutschlands (USPD). Ab 1919 war er Delegierter im Deutschen Textilarbeiterverband (DTAV), ein Jahr später wurde er KPD-Mitglied und baute die Ortsgruppe mit auf. Bei den Gewerkschaftswahlen 1923 stand er auf der erfolgreichen Liste der Opposition und wurde so 1924 einer der wichtigsten Gewerkschaftsführer im Wuppertal beim Streik gegen das Ende des Achtstundentags. Ab 1927 war Bender beim Aufbau der Revolutionären Gewerkschafts-Opposition (RGO) aktiv und legte 1928 sein Amt beim DTAV nieder. Außerdem engagierte er sich bei der Roten Hilfe.
1930–1933 war Bender hauptamtlicher Parteisekretär der KPD. Bei der Machtergreifung war er Betriebsratsvorsitzender bei J. P. Bemberg und wurde von März bis Dezember 1933 in „Schutzhaft“ genommen, die er im Konzentrationslager Sonnenburg absaß. Danach beteiligte er sich maßgeblich am Aufbau von illegalen Gewerkschaftsgruppen in Betrieben in Barmen und hielt Kontakt mit Vertrauensleuten in den Betrieben. Anfang 1935 wurde deshalb verhaftet und bei den Wuppertaler Gewerkschaftsprozessen zu acht Jahren Zuchthaus verurteilt. Interniert war Bender in Münster, ab Juni 1943 im KZ Buchenwald. Nach eigenen Angaben war er dort in einem antifaschistischen Aktiv.
Im April 1945 kam Bender zurück nach Wuppertal und wurde im September 1945 zum stellvertretenden Vorsitzenden des Deutschen Gewerkschaftsbundes (DGB) in Wuppertal gewählt. Ab 1946 arbeitete er wieder als Bandwirker und dann als Sekretär der IG Chemie, Papier, Keramik in Wuppertal. In dieser Position organisierte er 1948 einen Streik bei Vorwerk & Sohn mit, der sich gegen die Entlassung eines kommunistischen Betriebsrats richtete. 1953 entließ ihn die Gewerkschaft wegen seiner Arbeitsunfähigkeit in Folge der Haftjahre. Die Gewerkschaftsbasis protestierte dagegen, weshalb die Ortsgruppe aufgelöst werden musste. Er war Mitglied der Vereinigung der Verfolgten des Naziregimes und erhielt später eine Entschädigung für seine Berufsunfähigkeit.

## Abgeordneter
Bender war Stadtverordneter der KPD im Barmen und dort einer der Wortführer. Zwischen 1926 und 1933 vertrat er die KPD im Preußischen Staatsrat.
1946 wurde er zum Mitglied des Provinzialrats Nordrhein ernannt und gehörte dem ersten ernannten Landtag von Nordrhein-Westfalen an. Außerdem war er nach dem Krieg auch wieder Stadtverordneter in Wuppertal.